# Hervé Juvin
Pour les articles homonymes, voir Juvin.
Ne doit pas être confondu avec Philippe Juvin.
Hervé Juvin, né le 29 janvier 1956 à Malestroit (Morbihan), est un essayiste, homme d'affaires et homme politique français.
Il est élu député européen sur la liste du Rassemblement national (RN) lors des élections européennes de 2019, et conseiller régional des Pays de la Loire en 2021. À la suite de sa condamnation pour violence conjugale la même année, il est exclu des groupes du RN tout en continuant à collaborer avec eux.
Il est en faveur d'une droitisation du programme économique du RN, et promeut une écologie identitaire.

## Situation personnelle
Hervé Juvin naît le 29 janvier 1956 à Malestroit, et passe ses années de scolarité à Nantes,. Un temps étudiant à Science Po Paris, il arrête ses études sans diplôme. Il se marie et est père de trois enfants.
Selon les données rendues publiques par la Haute Autorité pour la transparence de la vie publique (HATVP), Hervé Juvin détient, en 2019, des actions d'Air liquide, de TotalEnergies, de Vinci, de Shell, d'Amazon et de Microsoft.

## Parcours professionnel
Hervé Juvin commence sa carrière en tant qu'essayiste et conseiller de direction, se spécialisant dans le domaine de la banque et des finances publiques. Dans les années 1990, il se rapproche de Raymond Barre et de Marcel Gauchet, lequel publie cinq de ses livres dans la collection Gallimard/Le Débat,.
Il a été vice-président du groupe Agipi entre 2002 et 2014[réf. nécessaire]. Il dirige le cabinet de conseil Natpol DRS, créé en octobre 2017.
En septembre 2017, il rejoint la revue Éléments pour laquelle il écrit une rubrique appelée à être régulière sur « L’écologie des civilisations ».
En 2018, il fonde Géopragma avec notamment Caroline Galactéros. Il y cesse ses fonctions en septembre 2018[source secondaire souhaitée].
Ses travaux le conduisent à tenir des chroniques régulières dans Le Monde, sur la construction européenne (1998-2000), dans L’Agefi (de 1995 à 2000) sur l’évolution des marchés financiers, dans L’Expansion ou dans Enjeux-Les Échos sur des sujets de société, dans Le Débat sur des sujets politiques, ainsi qu'à publier différents ouvrages, notamment sur l’Union européenne ou les marchés financiers.
Il arrête ses activités dans le privé lorsqu'il devient député européen en 2019.

## Parcours politique
Au début des années 2000, il est proche de Corinne Lepage. Il est son « conseiller spécial » lors de sa pré-candidature à l'élection présidentielle de 2007.
En 2010, il participe à un colloque du Bloc identitaire intitulé « Localisme et identité, la réponse au mondialisme ».
Il rédige un discours sur l'environnement prononcé par Marine Le Pen en janvier 2017.
Il est un temps annoncé dans la presse comme une possible tête de liste du Rassemblement national pour les élections européennes de 2019. Finalement, il est placé en cinquième position le 13 janvier 2019 à l'occasion du congrès du parti à la Mutualité à Paris,. Tout comme Thierry Mariani et Jean-Paul Garraud, ex-LR qui rejoignent eux aussi la liste du RN, il indique qu'il ne l'aurait pas fait si Marine Le Pen n'avait pas fait évoluer sa position sur l'Union européenne et l'euro : il juge en effet « irresponsable d'appeler à une sortie unilatérale ».
Il est élu député européen le 26 mai 2019 sur la liste RN. Au sein des instances européennes, Marine Le Pen le fait nommer à la tête de la Fondation ID, accolée au groupe Identité et démocratie (ID) auquel est rattaché le RN au Parlement européen.
En janvier 2021, alors qu'il n’a toujours pas adhéré au RN, il lance « Les Localistes » avec son assistant parlementaire Andréa Kotarac. Présenté comme complémentaire au Rassemblement national, ce parti souhaite mettre l’accent sur l’écologie, l’identité et les territoires.
Il est investi tête de liste du RN pour les élections régionales de 2021 dans les Pays de la Loire. Alors qu'il est inconnu dans la région, Mediacités estime que « son profil plus décentralisateur et « vert » que les candidats traditionnels du RN concorde avec la stratégie de dédiabolisation du parti »,. Dans un contexte de forte abstention, sa liste arrive en quatrième et troisième position au premier et second tour, avec respectivement 12,5 % et 10,5 % des suffrages exprimés, soit un score deux fois moins élevé que la liste FN de Pascal Gannat en 2015 ; Hervé Juvin est cependant élu conseiller régional,.
À l'occasion du XVIIe congrès du RN, qui se tient en juillet 2021, il obtient, comme Thierry Mariani (qui n’est pas non plus membre du parti), d’être « invité permanent » au bureau national, la plus haute instance du parti.
En août 2021, sa rencontre avec Bachar el-Assad, aux côtés de Thierry Mariani et Andréa Kotarac, suscite une polémique, alors que le président syrien est visé par une instruction en procédure pénale en France concernant des attaques chimiques sur des civils syriens, dont celle commise lors du massacre de la Ghouta,.
Lors du XVIIIe congrès du RN, il n'est pas reconduit au bureau national du parti. D'après Libération, Hervé Juvin est considéré comme une « mauvaise recrue » au sein du RN, en raison de sa faible implication dans l'élection présidentielle de 2022 et de sa campagne jugée médiocre aux élections régionales. Jordan Bardella aurait eu pour projet de remplacer Hervé Juvin à la direction de la Fondation ID.

### Sanction du Parlement européen
En juin 2021, le Parlement européen place cinq députés européens français, dont Hervé Juvin, sur une « liste noire » les empêchant pour six mois d’effectuer des missions d’observation d'élections à l'étranger. L’assemblée reproche à cinq élus RN d'avoir bénéficié de voyages luxueux les ayant conduits à produire des rapports positifs servant à cautionner des élections non reconnues, en Crimée et au Kazakhstan,,.

## Condamnation pour violences conjugales
Son épouse porte plainte pour violences conjugales en novembre 2019 pour des faits de violence datant de juin 2018. Le 10 novembre 2021, il est condamné en première instance à six mois de prison avec sursis. Il est condamné en appel le 14 octobre 2022 à 10 000 euros d’amende. Il lui est reproché d'avoir porté « des coups de pied » et « des coups de poing » à son épouse, de l'avoir également « poussée dans les escaliers » et  de lui avoir « tordu la main ». Le RN indique ne pas l'avoir écarté, après avoir pris connaissance de l'affaire, par souci de respecter la présomption d'innocence. À l'aune de sa condamnation en appel, Libération indique qu'il « devra quitter le groupe RN au Parlement européen ainsi que le conseil régional des Pays de la Loire ». Il siège depuis dans le groupe des non-inscrits au Parlement européen. Malgré tout, le RN lui fournit ses listes de vote en sous-main et il garde son bureau dans le couloir de la délégation du RN.
Au conseil régional des Pays de la Loire, il est remplacé à la présidence du groupe par Victoria de Vigneral et en est exclu, il siège là aussi en tant que non-inscrit.

## Ligne politique
En 2015, Ludivine Bantigny et Julien Théry soulignent qu'Hervé Juvin a publié cinq livres chez Gallimard dans la collection codirigée par Marcel Gauchet et Pierre Nora « Le débat » . Philippe Corcuff a fait remarquer que l'un de ces ouvrages au moins, La Grande Séparation en 2013, défend l’apartheid culturel dans une pensée déjà clairement d’extrême droite.
Le collectif Zetkin (en) le situe comme l'un des représentants d'« un courant catholique [qui] a émergé de l’opposition au mariage entre personnes de même sexe avant de se rassembler sous le concept d’"écologie intégrale", qui renvoie à l’idée de protéger hommes et femmes du technicisme et de la marchandisation modernes en les préservant dans leur état naturel », impliquant le rejet de l’immigration, de la notion de genre, de l’homosexualité et de l’homoparentalité, ou encore du changement de sexe et de l’avortement.
La Croix considère en 2019 que sa pensée ne se rattache pas à l'écologie intégrale de l'Église catholique mais à la Nouvelle Droite racialiste, ainsi Hervé Juvin écrit qu'une écologie humaine est l’inverse de l’utopie de l’unité du genre humain.
Le Monde considère en 2022 qu’il est promoteur de l’écologie identitaire, un concept assez ancien qui renverrait à « une écologie des populations et de l’enracinement : il fait de l’immigration et de la suppression des frontières une menace pour « les grands groupes ethnoculturels » et la survie de « leur milieu et territoires ». « Le grand problème d’un écosystème, ce sont les espèces invasives », avait[t-il] ainsi déclaré, en mai 2021 ».
Mediapart le classe dans la catégorie des proches du RN pro-Poutine et pro-russes dont le mouvement s’est écarté avec précipitation en 2022 au début de l'invasion de l'Ukraine par la Russie. Le Monde note qu’il était porteur d’un texte au nom du RN qui analysait les événements en cours en notant que « c’est la négation des préoccupations légitimes de la Russie par des puissances étrangères à l’Europe qui explique la situation que connaît l’Ukraine ». Entre 2023 et 2024, il participe à au moins un entretien avec Voice of Europe, canal de diffusion de la propagande du Kremlin basé en République tchèque. Il y croise d'autres parlementaires européens d'extrême droite, comme Maximilian Krah, Thierry Mariani et Patricia Chagnon.
D'après L'Express, Hervé Juvin échange régulièrement avec l'ambassadeur chinois en France Lu Shaye. En février 2022, il publie sur son blog un texte élogieux envers le régime de Xi Jinping, estimant qu'« avoir sorti de la misère plus d'un demi-milliard de Chinois est la plus grande contribution aux droits de l'homme qu'un pays ait accompli ». Il loue également « le contrôle des industries bancaires et financières par l'Etat » et « la primauté de l'Etat et de l'intérêt national » sur « le droit, les normes et les lois » en Chine.
Comme Louis Aliot ou Gilbert Collard, il pousse en faveur d'une réorientation plus à droite du programme économique du RN.

## Publications
- Les Stratégies bancaires, La Banque au Risque du marché, 1992[1]
- Les Stratégies patrimoniales des particuliers, Le Devoir de Gestion, 1994[1]
- Le Devoir de gestion : quand l'État-providence se retire, chacun doit gérer sa vie, Éditions Les Djinns, 1996[1]
- La Construction européenne. Stratégies pour l'Euro, La France face à l'Europe sociale, Éditions Les Djinns, 1998[1]
- Les Marchés financiers, regards sur la planète financière, Les Éditions d'organisation, 2001[1]
- L'Avènement du corps, Gallimard, 2006[1]
- Produire le monde : pour une croissance écologique, Gallimard, 2008[1]
- Bienvenue dans la crise du monde, Eurogroup, 2009[1]
- L'Occident mondialisé : Controverse sur la culture planétaire, Paris, Grasset, 2010, 256 p. (ISBN 978-2-253-15619-2), coécrit avec Gilles Lipovetsky[1]
- Le Renversement du monde : Politique de la crise, Paris, Gallimard, 2010, 272 p. (ISBN 978-2-07-013051-1)[1]
- La Grande Séparation : Pour une écologie des civilisations, Paris, Gallimard, 2013, 400 p. (ISBN 978-2-07-014287-3)[1]
- Le Mur de l'Ouest n'est pas tombé : Les idées qui ont pris le pouvoir et comment le reprendre, Paris, Pierre-Guillaume de Roux, 2015, 288 p. (ISBN 978-2-36371-128-1)[1]
- Le Gouvernement du désir, Paris, Gallimard, 2016, 288 p. (ISBN 978-2-07-269723-4)[1]
- France, le moment politique. Pour que la France vive !, Éditions du Rocher, 2018, 285 p.[1]
- Sous la dir. de Pierre-Yves Rougeyron[39], Pourquoi combattre ?, Editions Perspectives Libres, Paris, Janvier 2019,  (ISBN 979-10-90742-48-2).
- Chez nous ! : Pour en finir avec une économie totalitaire, Paris, La Nouvelle Librairie, coll. « Dans l'arène », 2022, 534 p. (ISBN 978-2491446956)